# Mweka
Mweka is een plaats in de Democratische Republiek Congo, gesitueerd tussen Kananga en de stad Ilebo. 
Vaak wordt met Mweka naar het Territoire de Mweka (administratief district) verwezen. De plaats en het district liggen in de huidige provincie Kasaï, het district heeft een oppervlakte van 20.155 km². In 2008 had de plaats een bevolking van 56 573 inwoners. Mweka ligt 466 meter boven zeespiegel.

## Taal
Naast het veelgesproken Frans spreekt men hier ook Luba-Kasai, een Bantoetaal die voorkomt in de Democratische Republiek Congo. Het is daar ook een officiële taal, gebruikt in het onderwijs. Er zijn zo'n 6,3 miljoen mensen die dit spreken.

## Ongeluk
Op 1 augustus 2007 verongelukte een goederentrein met acht wagons in de buurt van Mweka en beroofde daarmee honderd mensen het leven. 200 anderen raakten gewond . Dit ongeluk kreeg als naam het Ongeluk van Benaleka. Achteraf bleek dat de trein illegaal reed.

## Ziekte
In augustus van datzelfde jaar werd bekendgemaakt dat er Ebola uitgebroken was. Een zwangere vrouw was na het bereiden van bushmeat ziek  geworden. Ze overleed op 11 augustus. Door begrafenisrituelen en lokale gebruiken zag het virus kans zich te verspreiden. Onderzoek toonde aan dat deze epidemie geen verband houdt met de uitbraak van Ebola in West-Afrika. Op 30 augustus waren er al meer dan 100 mensen aan overleden.